# Friedrich Christoph Christian von Rindtorf
Friedrich Christoph Christian von Rindtorf (* 1699; † 27. Dezember 1745) war ein preußischer Generalmajor, Ritter des Ordens Pour le Mérite, Chef des Regiments Nr. 46, Erbherr auf Rindtorf, Großalsleben und Ballenstedt sowie Kanoniker des Nikolaistifts Magdeburg.

## Leben

### Herkunft
Seine Eltern waren Daniel Karl von Rindtorf (1664–1703) und dessen Ehefrau Elisabeth Amalie, geborene von Kotwitz († 1752). Sein Vater war Drost in Benneckenstein und Erbherr von Rindtorf. Seine Schwester Sophia Elisabeth Henriette (* 15. Dezember 1694; † 18. Januar 1776) war mit Oberst Johann Friedrich Freiherr von Printzen (* 27. Dezember 1680; † 14. Mai 1740) verheiratet.

### Militärkarriere
Rindtorf wurde zu Hause erzogen und kam als Page an den Hof von Friedrich I. Nach dessen Tod 1713 schickte ihn König Friedrich Wilhelm I. als Kadett nach Magdeburg. 1714 wurde er als Fahnenjunker in das Infanterieregiment „Anhalt“ Nr. 3 aufgenommen. Mit dem Regiment kämpfte er im Pommernfeldzug 1715/16. 1715 wurde er Fähnrich und 1716 Sekondeleutnant. Als 1718 ein drittes Bataillon aufgestellt wurde, wurde Rindtorf dort Premierleutnant. Im Jahr 1722 wurde er von König Friedrich Wilhelm I. in das Regiment Nr. 27 unter Max Leopold von Anhalt-Dessau versetzt, wo er eine eigene Kompanie erhielt. Er konnte sie durch Werbung vor allem in Holstein ergänzen. Am 18. Juni 1736 wurde Rindtorf zum Major befördert.
Während des Ersten Schlesischen Krieges rückte er mit dem Regiment in Schlesien ein, um am 9. März 1741 Glogau zu erobern. Am 10. April kämpfte er in der Schlacht bei Mollwitz, wo das Regiment eine Standarte eroberte. Am 22. April 1741 wurde er Oberstleutnant. Im Jahr darauf kämpfte Rindtorf am 21. Februar 1745 in der Schlacht bei Chotusitz. Dort erhielt er für seine Tapferkeit den Orden Pour le Mérite und am 21. Januar 1745 wurde er zudem Oberst. Sein Regiment war Teil der Truppen, die Fürst Leopold von Anhalt-Dessau an die sächsische Grenze beorderte. Rindtorf war bereits krank, als er am 15. Dezember 1745 in der Schlacht bei Kesselsdorf schwer verwundet wurde. Als der Chef des Regiments Nr. 46, Ernst Ludwig von Goetze, am 19. Dezember an seinen Verletzungen von der Schlacht starb, ernannte ihn der König zum Nachfolger und Generalmajor.
Rindtorf starb am 27. Dezember 1745 und wurde im Erbbegräbnis in Rindtorf begraben.

### Familie
Er heiratete am 18. Januar 1730 Charlotte Sophie von Kotze († 1759), Tochter des Erbherrn von Groß Germersleben und Klein Germersleben Christian Ehrenfried von Kotze. Sein einziger Sohn Friedrich Leopold (* 3. November 1745) fiel am 3. November 1760 als Leutnant im Infanterieregiment „von Braunschweig“ Nr. 39 in der Schlacht bei Torgau.